# Gideona lucasi
Gideona lucasi är en fjärilsart som först beskrevs av Grandidier 1867.  Gideona lucasi ingår i släktet Gideona och familjen vitfjärilar.
Artens utbredningsområde är Madagaskar. Inga underarter finns listade i Catalogue of Life.